# ظل القمر
ظل القمر هي رواية فنتازية كتبها كريس كليرمونت وجورج لوكاس. نُشرت في عام 1995، وكانت استمرارًا لفيلم الصفصاف لعام 1988. هذا هو الكتاب الأول من سلسلة سجلات حرب الظل، يليها فجر الظل ونجمة الظل.

## الحبكة
يقلق ويلو أفجود بشأن زراعة محاصيله من أجل الحصاد، مرة أخرى في حياة مزارع. كان نائماً ومستاء لعدم تمكنه من حضور حفلة لـ (إلورا دانان)، التي خدم كحام لها منذ حوالي عام. حلم في تلك الليلة بالركوب على ظهر تنين عظيم يوصله إلى تيراسلين. بعد ان قضى وقته مازحا مع مادمارتيجان وسورشا، ومنح سورشا اسمًا جديدًا له، «ثورن درومهلر»، يستمر سورشا في رؤية ألورا ويعطيها هدية الدب ذو العيون البلورية التي يقول ويلو أنها «ستحميها عندما لا يكون موجوداً للقيام بذلك». ترك الطفل النائم مع هديته، وذهب للتحدث مع اثنين من البراونيز، رول والفرنجية، ويغادر.
يستيقظ أفجود في صباح اليوم التالي ليجد اثنين من البراوني يجلسان في نهاية سريره وأن كارثة مروعة قد محيت 12 منطقة في العالم، بما في ذلك منطقة تير أسلين.

## الاستقبال
وصف ناقد أر بي جي نت شادو مون بأنه «جيد وصلب ومربك إلى حد ما كالجحيم. يجمع كل من كليرمونت ولوكاس التفاصيل ويصعدان الدراما بحركات مثيرة وإنقاذ لا تصدق.» 
في 2019-20، ظهر ظل القمر في سلسلة البودكاست 372 صفحة لن نعود أبدًا ، والتي تقرأ الأدبيات ذات الجودة المنخفضة. تحدث الضيفين، كونور لاستوكا ومايكل نيلسون، عن الرواية ووصفوها، بأنها أسوأ كتاب قد قرأت حتى الآن، وحتى أسوأ من رواية شون بين بوب هوني الذي يفعل الأشياء فقط (Bob Honey Who Just Do Stuff.).